# Le Cavaleur et les Siffleurs
Le Cavaleur et les Siffleurs est une série télévisée gabonaise en douze épisodes de vingt-six minutes, réalisée par Nadine Otsobogo pour Djobusy Productions. Elle a été diffusée en avant première le 23 février 2025 lors de la 29e édition du Festival panafricain du cinéma et de la télévision de Ouagadougou Fespaco au Burkina Faso,.

## Synopsis
À Libreville, une banque équipée de dispositifs de surveillance de pointe a été cambriolée. Huit vigiles ont été retrouvés morts et le coffre-fort vidé. Étonnamment, les caméras de surveillance n’ont rien enregistré. Face à l’absence d’indice, le Général Mathieu Agol charge le capitaine Nathalie Obone de l’enquête, craignant que l’affaire ne prenne une tournure politique. La jeune femme a deux semaines pour résoudre l’énigme de la banque. Le Général ordonne également le retour de Brice Engouang, un jeune policier talentueux mais exclu de la police pour insubordination.

## Diffusion
Dans le reste du monde, elle reste inédite.

## Fiche technique
- Titre : Le Cavaleur et les Siffleurs
- Réalisation : Nadine Otsobogo
- Scénario : Nadine Otsobogo, Igor Boucholost
- Production : Nadine Otsobogo(Djobusy Productions)
- Pays d'origine : Gabon
- Langue originale : français
- Genre : Drame, policier
- Durée : 26 minutes par épisode
- Compositeur de musique : Cleef « I-PKU » Mbadinga
- Montage Son:
- Mixage :

## Distribution
- Tiss Warren Jazz : Nathalie Obone
- Sarah Shampagne : Brice Engouang

## Distinctions
Le Cavaleur et les Siffleurs est nommé lors de la 29e édition du Festival panafricain du cinéma et de la télévision de Ouagadougou Fespaco au Burkina Faso le 23 février 2025 dans la catégorie « Meilleure série » sans recevoir de prix.
| Nominations                | Récompenses |
| -------------------------- | ----------- |
| Fespaco du 23 février 2025 | Aucun Prix  |